# Tagelbrosking
Tagelbrosking (Marasmius androsaceus) är en svampart som först beskrevs av L., och fick sitt nu gällande namn av Elias Fries 1838. Marasmius androsaceus ingår i släktet Marasmius och familjen Marasmiaceae.   Inga underarter finns listade i Catalogue of Life.
I den svenska databasen Dyntaxa används istället namnet Gymnopus androsaceus för samma taxon.  Arten är reproducerande i Sverige.